# Landtagswahlkreis Heinsberg II
Der Landtagswahlkreis Heinsberg II ist ein Landtagswahlkreis in Nordrhein-Westfalen. Er umfasst die dem Kreis Heinsberg angehörigen Gemeinden Erkelenz, Hückelhoven, Wassenberg und Wegberg.

## Landtagswahl 2022
Wahlberechtigt waren 100.473 Einwohner.
| Direktkandidat       | Partei   | Erststimmen in % | Zweitstimmen in % |
| -------------------- | -------- | ---------------- | ----------------- |
| Heike Simons         | SPD      | 22,97            | 22,51             |
| Thomas Schnelle      | CDU      | 45,77            | 42,85             |
| Paul Mank            | GRÜNE    | 14,89            | 14,81             |
| Tino Pakusa          | FDP      | 4,54             | 5,4               |
| Norbert Boxberg      | PIRATEN  | 0,87             | 0,45              |
| Manuel Staeck        | Linke    | 1,9              | 1,74              |
| Hans Jürgen Spenrath | AfD      | 6,1              | 6,19              |
| –                    | Sonstige | –                | 6,05              |

Der Wahlkreis wird durch den Wahlkreissieger Thomas Schnelle von der CDU im Landtag vertreten.

## Landtagswahl 2017
Wahlberechtigt waren 99.315 Einwohner.
| Direktkandidat       | Partei   | Erststimmen in % | Zweitstimmen in % |
| -------------------- | -------- | ---------------- | ----------------- |
| Ralf Derichs         | SPD      | 29,1             | 28,4              |
| Thomas Schnelle      | CDU      | 44,6             | 38,6              |
| Hans Josef Dederichs | GRÜNE    | 7,2              | 5,2               |
| Jörg Klapproth       | FDP      | 7,9              | 12,0              |
| Dennis Crakau        | PIRATEN  | 1,7              | 1,0               |
| Sabri Gaaia          | Linke    | 3,6              | 3,8               |
| Hans Jürgen Spenrath | AfD      | 5,8              | 7,2               |
| –                    | Sonstige | –                | 3,9               |

Der Wahlkreis wird durch den Wahlkreissieger Thomas Schnelle von der CDU im Landtag vertreten, der dem langjährigen CDU-Abgeordneten Gerd Hachen nachfolgte, der dem Landtag zwölf Jahre angehört hatte.

## Landtagswahl 2012
Wahlberechtigt waren 97.710 Einwohner.
| Direktkandidat         | Partei       | Erststimmen in % | Zweitstimmen in % |
| ---------------------- | ------------ | ---------------- | ----------------- |
| Gerd Hachen            | CDU          | 40,4             | 32,9              |
| Nicole von den Driesch | SPD          | 35,2             | 34,6              |
| Ruth Seidl             | GRÜNE        | 8,6              | 8,6               |
| Olaf Renner            | LINKE        | 2,3              | 2,0               |
| Tino Pakusa            | FDP          | 4,0              | 8,6               |
| Patrick Höhl           | PIRATEN      | 8,6              | 8,4               |
| Thomas Nelsbach        | FREIE WÄHLER | 0,9              | 0,7               |
| -                      | Sonstige     | -                | 4,2               |

## Landtagswahl 2010
Wahlberechtigt waren 97.316 Einwohner.
| Direktkandidat         | Partei | Stimmen in % |
| ---------------------- | ------ | ------------ |
| Gerd Hachen            | CDU    | 46,7         |
| Nicole von den Driesch | SPD    | 31,0         |
| Ruth Seidl             | GRÜNE  | 10,2         |
| Olaf Renner            | LINKE  | 6,4          |
| Christian Peters       | FDP    | 5,6          |

## Landtagswahl 2005
Wahlberechtigt waren 89.360 Einwohner.
| Direktkandidat         | Partei | Stimmen in % |
| ---------------------- | ------ | ------------ |
| Gerd Hachen            | CDU    | 53,6         |
| Nicole von den Driesch | SPD    | 29,7         |
| Felix Becker           | FDP    | 6,5          |
| Ruth Seidl             | GRÜNE  | 4,5          |
| Siegfried Otto         | WASG   | 2,5          |
| Siegfried Schönfeld    | REP    | 1,3          |
| Paul-Heinz Mock        | NPD    | 1,3          |
| Horst Schulze          | PBC    | 0,3          |
| Georg Heinrichs        | ödp    | 0,3          |